# چمن تشی
چمن تشی (نام علمی: Cenchrus) نام یک سرده از تیره گندمیان است.